# Santa Maria do Castelo (Alcácer do Sal)
Santa Maria do Castelo foi uma freguesia portuguesa da cidade e do Município de Alcácer do Sal, com 435,31 km² de área e 4 048 habitantes (2011). Densidade: 9,3 h/km². Era a maior freguesia de Portugal em área.
Foi extinta (agregada), em 2013, no âmbito de uma reforma administrativa nacional, tendo sido agregada às freguesias de Santiago e Santa Susana, para formar uma nova freguesia denominada União das Freguesias de Alcácer do Sal (Santa Maria do Castelo e Santiago) e Santa Susana com sede em Santiago.

## População
| População da freguesia de Alcácer do Sal (Santa Maria do Castelo) | População da freguesia de Alcácer do Sal (Santa Maria do Castelo) | População da freguesia de Alcácer do Sal (Santa Maria do Castelo) | População da freguesia de Alcácer do Sal (Santa Maria do Castelo) | População da freguesia de Alcácer do Sal (Santa Maria do Castelo) | População da freguesia de Alcácer do Sal (Santa Maria do Castelo) | População da freguesia de Alcácer do Sal (Santa Maria do Castelo) | População da freguesia de Alcácer do Sal (Santa Maria do Castelo) | População da freguesia de Alcácer do Sal (Santa Maria do Castelo) | População da freguesia de Alcácer do Sal (Santa Maria do Castelo) | População da freguesia de Alcácer do Sal (Santa Maria do Castelo) | População da freguesia de Alcácer do Sal (Santa Maria do Castelo) | População da freguesia de Alcácer do Sal (Santa Maria do Castelo) | População da freguesia de Alcácer do Sal (Santa Maria do Castelo) | População da freguesia de Alcácer do Sal (Santa Maria do Castelo) |
| ----------------------------------------------------------------- | ----------------------------------------------------------------- | ----------------------------------------------------------------- | ----------------------------------------------------------------- | ----------------------------------------------------------------- | ----------------------------------------------------------------- | ----------------------------------------------------------------- | ----------------------------------------------------------------- | ----------------------------------------------------------------- | ----------------------------------------------------------------- | ----------------------------------------------------------------- | ----------------------------------------------------------------- | ----------------------------------------------------------------- | ----------------------------------------------------------------- | ----------------------------------------------------------------- |
| 1864                                                              | 1878                                                              | 1890                                                              | 1900                                                              | 1911                                                              | 1920                                                              | 1930                                                              | 1940                                                              | 1950                                                              | 1960                                                              | 1970                                                              | 1981                                                              | 1991                                                              | 2001                                                              | 2011                                                              |
| 3 177                                                             | 3 348                                                             | 3 430                                                             | 3 255                                                             | 4 292                                                             | 4 199                                                             | 5 866                                                             | 7 435                                                             | 8 324                                                             | 8 783                                                             | 7 683                                                             | 6 750                                                             | 4 264                                                             | 4 268                                                             | 4 048                                                             |

No censo de 1864 figura como Castelo. Pela lei nº 602, de 25/06/1914, passou a designar-se Rui Salema. Pelo decreto lei nº 27.424, de 31/12/1936, passou a denominar-se Santa Maria do Castelo. Nos anos de 1911 a 1930 tinha anexadas as freguesias de Montevil, Palma, S. Martinho e Vale de Reis. Pelo decreto-lei nº 27 424, de 31/12/1936, estas freguesias foram extintas e incorporadas nesta freguesia, embora no censo de 1940 surgissem ainda como freguesias distintas. Com lugares desta freguesia foi criada em 1989 a freguesia da Comporta
| Distribuição da População por Grupos Etários | Distribuição da População por Grupos Etários | Distribuição da População por Grupos Etários | Distribuição da População por Grupos Etários | Distribuição da População por Grupos Etários | Distribuição da População por Grupos Etários | Distribuição da População por Grupos Etários | Distribuição da População por Grupos Etários | Distribuição da População por Grupos Etários | Distribuição da População por Grupos Etários |
| -------------------------------------------- | -------------------------------------------- | -------------------------------------------- | -------------------------------------------- | -------------------------------------------- | -------------------------------------------- | -------------------------------------------- | -------------------------------------------- | -------------------------------------------- | -------------------------------------------- |
| Ano                                          | 0-14 Anos                                    | 15-24 Anos                                   | 25-64 Anos                                   | > 65 Anos                                    |                                              | 0-14 Anos                                    | 15-24 Anos                                   | 25-64 Anos                                   | > 65 Anos                                    |
| 2001                                         | 627                                          | 625                                          | 2 261                                        | 755                                          |                                              | 14,7%                                        | 14,6%                                        | 53,0%                                        | 17,7%                                        |
| 2011                                         | 537                                          | 432                                          | 2 223                                        | 856                                          |                                              | 13,3%                                        | 10,7%                                        | 54,9%                                        | 21,1%                                        |

Média do País no censo de 2001:  0/14 Anos-16,0%; 15/24 Anos-14,3%; 25/64 Anos-53,4%; 65 e mais Anos-16,4%
Média do País no censo de 2011:   0/14 Anos-14,9%; 15/24 Anos-10,9%; 25/64 Anos-55,2%; 65 e mais Anos-19,0%

## Património
- Solar dos Salemas
- Castelo de Alcácer do Sal
- Estação arqueológica do Senhor dos Mártires ou Olival do Senhor dos Mártires
- Igreja da Misericórdia de Alcácer do Sal
- Sítio arqueológico de Abul ou Feitoria de Abul
- Igreja do Senhor dos Mártires, Capelas de São Bartolomeu e de Maria Resende
- Igreja do Espírito Santo
- Igreja de Santa Maria do Castelo ou Igreja Matriz de Alcácer do Sal